# International Symposium on Fundamentals of Computation Theory
La conférence International Symposium on Fundamentals of Computation Theory (abrégé en FCT) est une conférence scientifique biennale dans le domaine de l’informatique théorique.

## Thèmes et organisation
Les thèmes de la conférence couvrent tout le spectre de l'informatique théorique, et notamment algorithmique, complexité informatique, méthodes formelles et logiques.
Les contributions sont, comme d'usage dans ces conférences, évaluées par des pairs., et un certain nombre de conférenciers sont invités pour des communications plénières. Un steering committee (comité de surveillance) veille au maintien des orientations de la conférence. 
Pour la 20e conférence de 2015, 60 soumissions ont été proposées et 27 acceptées, soit un taux d'acceptation de 45%, et trois conférences invitées ont été données.
En 2014, le classement établi par Microsoft classe la conférence 32e dans sa liste, et dans la catégorie des conférences de rang A dans Core.

## Historique
- FCT 2021 Université d'Athènes (virtuelle)
- FCT 2019 Université de Copenhague
- FCT 2017 Université de Bordeaux
- FCT 2015 Gdańsk
- FCT 2013 Université de Liverpool
- FCT 2011 Université d'Oslo
- FCT 2009 Université de Wrocław
- FCT 2007 Académie hongroise des sciences, Budapest
- FCT 2005 Université de Lübeck, Lübeck
- FCT 2003 Université de Malmö
- FCT 2001 Université de Lettonie Riga
- FCT 1999 Université Alexandru Ioan Cuza de Iași
- FCT 1997 Université Jagellonne, Cracovie
- FCT 1995 Université technique de Dresde
- FCT 1993 Université de Szeged
- FCT 1991 Gosen-Neu Zittau Brandebourg, Allemagne
- FCT 1989 Université de Szeged
- FCT 1987 Université de Kazan
- FCT 1985 Cottbus
- FCT 1983 Borgholm
- FCT 1981 Université de Szeged
- FCT 1979 Wendisch Rietz, Allemagne de l'Est
- FCT 1977 Poznań